# ティアコネル伯爵
ティアコネル伯爵（ティアコネルはくしゃく、英: Earl of Tyrconnell）は、アイルランド貴族の爵位。4度創設され、いずれも現存しない。

## 歴史
ティアコネル王ロリー・オドンネル(1575–1608)はアイルランド九年戦争でイングランド王国と戦ったが、1602年12月に降伏して、1603年9月27日にアイルランド貴族であるティアコネル伯爵に叙された。しかしイングランドによる扱いに不満を感じ、反逆罪で逮捕されると予想して1607年に大陸ヨーロッパに逃亡した（ゲール人族長達の逃走）。1608年にローマで病死すると、息子ヒュー・オドンネル(1606–1642)は2代伯爵を称した。しかし父は1608年ごろに私権剥奪され、1614年の議会立法で再確認されたことでティアコネル伯爵位は剥奪された。
第2代フィッツウィリアム子爵オリヴァー・フィッツウィリアム(1600s–1667)は1661年4月20日にティアコネル伯爵に叙されたが、1667年に男子をもうけないまま死去、伯爵位は1代で廃絶、フィッツウィリアム子爵位は弟ウィリアム・フィッツウィリアム(c.1610–1674)が継承した。
陸軍軍人リチャード・タルボット(1630–1691)は清教徒革命期に騎士党の一員として活動し、チャールズ2世の治世に宮廷で活躍したのち、1685年にジェームズ2世の命令でアイルランドに派遣され、同年6月20日にウィックロー県におけるタルボッズタウン男爵、ウィックロー県におけるバルティングラス子爵、ティアコネル伯爵に叙された。これらの爵位には特別残余権（special remainder）が規定されており、リチャード・タルボットの男系男子が断絶した場合、甥の第3代準男爵サー・ウィリアム・タルボット(c.1643–1691/1724)が継承できるとした。
名誉革命でジェームズ2世がイングランドを追われると、リチャード・タルボットは1689年3月30日に当時アイルランドを実効支配していたジェームズ2世によりアイルランド貴族であるティアコネル侯爵とティアコネル公爵に叙された。それ以降もウィリアマイト戦争でジェームズ2世を支持して、ボイン川の戦いの後にジェームズ2世より全権を与えられたため、1691年5月11日にウィリアム3世により私権剥奪され、爵位はすべて剥奪された。同年にリチャード・タルボットが死去すると、1689年に創設された爵位は廃絶、甥のウィリアム・タルボットは特別残余権に基づきティアコネル伯爵を名乗った。
イギリス陸軍の軍人でグレートブリテン庶民院議員でもあるジョージ・カーペンター(1657–1732)は1719年5月29日にアイルランド貴族であるキルケニー県キライーのカーペンター男爵に叙された。2代男爵ジョージ・カーペンター(c.1695–1749)も庶民院議員を務めた。3代男爵ジョージ・カーペンター(1723–1762)も庶民院議員を務め、1761年5月11日にラウス県におけるカーリングフォード子爵とアルスター地方におけるティアコネル伯爵に叙された。2代伯爵ジョージ・カーペンター(1750–1805)は庶民院議員を務めた。1853年に4代伯爵ジョン・デラヴァル・カーペンター(1790–1853)が死去すると、爵位はすべて廃絶した。4代伯爵の未亡人サラ(c.1800–1868)の死後、カーペンター家の地所は2代伯爵の娘スーザン・ハッシーの娘の息子にあたるウォルター・セシル・タルボット(1834–1904)が相続、ウォルター・セシルは1868年に姓をカーペンターに改めた。

## ティアコネル伯爵（1603年）
- 初代ティアコネル伯爵ロリー・オドンネル（英語版）（1575年 – 1608年）
- 第2代ティアコネル伯爵ヒュー・オドンネル（英語版）（1606年 – 1642年）
  - 1614年、父の私権剥奪により爵位剥奪

## ティアコネル伯爵（1661年）
- 初代ティアコネル伯爵オリヴァー・フィッツウィリアム（英語版）（1600年代 – 1667年）
  - 1667年廃絶、以降はフィッツウィリアム子爵を参照

## ティアコネル伯爵（1685年）
- 初代ティアコネル伯爵リチャード・タルボット（1630年 – 1691年）
  - 1691年、私権剥奪により爵位剥奪

## カーペンター男爵（1719年）
- 初代カーペンター男爵ジョージ・カーペンター（英語版）（1657年 – 1732年）
- 第2代カーペンター男爵ジョージ・カーペンター（英語版）（1695年ごろ – 1749年）
- 第3代カーペンター男爵ジョージ・カーペンター（1723年 – 1762年）
  - 1761年、ティアコネル伯爵に叙爵

## ティアコネル伯爵（1761年）
- 初代ティアコネル伯爵ジョージ・カーペンター（1723年 – 1762年）
- 第2代ティアコネル伯爵ジョージ・カーペンター（英語版）（1750年 – 1805年）
- 第3代ティアコネル伯爵ジョージ・カーペンター（英語版）（1788年 – 1812年）
- 第4代ティアコネル伯爵ジョン・デラヴァル・カーペンター（英語版）（1790年 – 1853年）